# Diritto della fotografia
La fotografia è tutelata come opera, sia di carattere creativo che non, dalla legge 22 aprile 1941, n. 633 sul diritto d'autore. Questa stessa legge è stata poi modificata dal DPR 19/79 e, più recentemente, dal Dlgs 154/97 e dalla legge 248/2000.
I soggetti della fotografia, in particolare le persone ritratte, sono tutelati dei diritti di privacy a cui devono attenersi i fotografi.

## Storia
I primi accenni sul diritto d'autore nella fotografia si ritrovano in un ordinamento della Corte suprema di cassazione del 3 giugno 1876, la quale attribuisce un valore connesso alla natura intellettuale delle fotografie. Successivamente la Corte d'Appello, il 7 luglio 1876, nega che la fotografia sia un'opera d'ingegno, ma viene definita un mero processo meccanico.
La fotografia venne per la prima volta considerata nel Regio decreto legge 28 ottobre 1925 n.1949. Questo decreto indicava le fotografie quali opere dell'ingegno a pieno titolo, ritenendo così che qualunque fotografia potesse essere tutelata.
Nella versione originaria della legge del 22 aprile 1941 n.633 la fotografia non era menzionata nel novero delle opere d'ingegno, ma veniva regolamentata come opera connessa, tutelata ai sensi delle norme di cui al Capo V Titolo II, art.87 e seguenti.

Dalla Convenzione di Parigi del 24 luglio 1971 e in Italia tramite il D.P.R 8 gennaio 1979 n.19, il legislatore decise di estendere la tutela del diritto d'autore alle opere fotografiche, e di quelle espresse con procedimento analogo a quello della fotografia, inserendole nell'elenco di cui all'art. 2 l. aut. (n. 7). Vengono previsti due tipi di protezione: quello del diritto di autore, che viene riservato per le opere fotografiche di carattere creativo, e quello del diritto connesso previsto dagli art. 87 l. aut. per le "semplici fotografie" che non possiedono carattere creativo. Nessuna tutela invece è accordata alle "fotografie di scritti, documenti, carte di affari, oggetti materiali, disegni tecnici e prodotti simili".
La legge 633/41 è stata poi soggetta a molte modifiche successive, le principali sono: D.Lgs 1997 n.154, D.Lgs 1999 n.169, D.Lgs 2000 n.248; e il D.Lgs 2003 n.68.

## Opere protette
Sono individuate secondo il diritto d'autore tre tipologie distinte di fotografia: la fotografia semplice, le opere fotografiche e le fotografie documentali.

### Opera fotografica
Fanno parte di questa categoria le opere protette dall'art. 2 al 7 della legge n. 633/1941, aggiunti successivamente nel D. Lgs 518/92, (“le opere fotografiche e quelle espresse con procedimento analogo a quello della fotografia sempre che non si tratti di semplice fotografia protetta ai sensi delle norme del Capo V del Titolo II”). 

Il fulcro di questa normativa è essenzialmente la natura creativa dell'opera. Al pari delle altre opere dell'ingegno creativo, l'opera fotografica è tutelata secondo diritti morali e patrimoniali spettanti in primo grado al fotografo. Ai sensi degli artt. 12 e seguenti lda infatti, il fotografo ha il diritto di utilizzare economicamente l'opera in ogni forma esercitando su di essa numerose facoltà: riproduzione e duplicazione, trasformazione ed elaborazione, distribuzione, commercializzazione, diffusione, comunicazione e messa a disposizione del pubblico, esibizione, noleggio e prestito.
Se si tratta di opera creativa la durata del diritto è pari a 70 anni dalla morte dell'autore, ed è coperto dalle norme vigenti per le opere protette dal diritto d'autore.
Per essere protetta da tale diritto è sempre obbligatoria la citazione del nome del fotografo.

### Fotografia semplice
Le “semplici fotografie” sono “le immagini di persone o di aspetti, elementi o fatti della vita naturale e sociale, ottenute col processo fotografico o con processo analogo, comprese le riproduzioni di opere dell'arte figurativa e i fotogrammi delle pellicole cinematografiche”. In tal caso la durata del diritto è di 20 anni (art. 92) dalla data di produzione.
Le opere tutelate da tale diritto sono (art. 87):
- immagini di persone;
- immagini di aspetti, elementi o fatti della vita naturale;
- immagini di aspetti, elementi o fatti della vita sociale;
- riproduzioni di opere d'arte;
- fotogrammi delle pellicole cinematografiche.

Sono invece escluse le fotografie di (art. 87.2):
- scritti;
- documenti;
- carte di affari;
- oggetti materiali;
- disegni tecnici;
- prodotti simili.

Riguardo alle semplici fotografie la legge attribuisce al fotografo i diritti cosiddetti “connessi” al diritto d'autore: il diritto esclusivo di riproduzione, diffusione e spaccio (art. 88); la fotografia è protetta solo se contiene (art. 90): il nome del fotografo, della ditta o del committente, l'anno di produzione, il nome dell'autore dell'opera d'arte fotografata. Nell'art. 90 comma 2 viene però specificato: "Qualora gli esemplari non portino le suddette indicazioni, la loro riproduzione non è considerata abusiva e non sono dovuti i compensi indicati agli artt. 91 e 98, a meno che il fotografo non provi la mala fede del riproduttore"
.
I diritti sia economici che morali spettanti all'autore non sono tutti autonomi e fra loro indipendenti e l'esercizio di uno di essi non esclude l'esercizio di ciascuno degli altri (art. 88.3).
Mettere in pratica l’estensione del perimetro giuridico della fotografia autoriale, comporterebbe il passaggio, per un numero difficilmente calcolabile di fotografie, dalla protezione mediante il ‘diritto connesso’ sulle ‘fotografie semplici’, più tenue e improntata ad un certo favore per la circolazione e l’utilizzazione delle fotografie stesse, al diritto d’autore propriamente detto, il cui punto focale è invece la facoltà del titolare di determinare (e limitare) la cerchia dei fruitori dell’opera. È allora probabile che la preoccupazione sia quella di non innescare un processo di proliferazione ipertrofica di micro-monopoli sulle immagini, dettata anche dalla percezione che l’estensione dell’autorialità potrebbe porre delicate questioni quando il diritto dell’autore si ponga in antagonismo con diritti e libertà di altri, anche di rango costituzionale.
Fotografia sul web
La condivisione di qualsiasi fotografia sui social network e in generale nel web è lecita e non costituisce violazione delle disposizioni sul diritto d’autore, solo nel caso in cui avvenga mediante una condivisione del materiale fotografico tale da permettere ai terzi di risalire all’autore, nonché alla data e all’eventuale titolo o nome dell’opera fotografica.
In applicazione analogica dei principi sanciti dalla Legge 633/1941, l’autorizzazione all’utilizzo del materiale fotografico postato è a priori fornita dall’autore e garantita dalla stessa volontà del creatore manifestata all’atto della divulgazione della fotografia sulla piattaforma digitale.
La pubblicazione della fotografia sul profilo dell’autore, ovvero nello spazio personale garantito dalla piattaforma del social network, rappresenta, infatti, una presunzione grave, precisa e concordante della titolarità dei diritti fotografici legati all’opera pubblicata, come sancito dalla recente giurisprudenza di merito (Trib. Roma sent n. 12076/2015).

#### Cessione del diritto
Il diritto sulle fotografie semplici può essere ceduto a terzi; inoltre la legge prevede l'ipotesi in cui il diritto esclusivo del fotografo può venir liberamente utilizzato da terzi previo riconoscimento di un equo compenso.
La cessione del diritto si ha con la consegna del negativo, cioè il titolare dell'utilizzazione economica consegna direttamente e non tramite terzi il negativo (art. 89 lda).

#### Fotografie e contratto di lavoro
La titolarità del diritto relativo alle fotografie semplici spettante al fotografo viene derogata qualora la fotografia sia stata ottenuta durante e all'adempimento di un contratto di lavoro. In questo caso si ritiene titolare del diritto il datore di lavoro: il fotografo dipendente è pertanto obbligato alla consegna dei negativi (art. 88 lda).
Esempi di rapporti contrattuali possono riguardare la realizzazione di book fotografici per modelle, brochure pubblicitarie, fotografie per campagne pubblicitarie o semplici ritratti richiesti dal committente. Ad ogni modo l'oggetto della prestazione deve essere esplicitamente indicato sul contratto sottoscritto dalle parti e secondo le modalità in esso prescritte.
Inoltre, per quanto riguarda la riscossione dei compensi, gli autori delle opere hanno diritto a equo compenso nei seguenti casi:
- diffusione e spaccio di fotografie da parte del committente proprietario dei beni fotografati (art. 88 comma III);
- riproduzione in antologie ad uso scolastico ed opere scientifiche e didattiche (art. 91 comma I);
- riproduzione di fotografie pubblicate sul mezzo stampa, quotidiani o periodici, concernenti fatti o persone d'attualità.

##### Problemi interpretativi art. 88 comma III
Nella presente legge sorgono due problemi interpretativi:
- se la titolarità relativo alla fotografia spetti al committente anche qualora si tratti di fotografia avente ad oggetto cose non in possesso del committente stesso;
- se l'equo corrispettivo spetti al fotografo anche qualora il committente utilizzi non commercialmente la fotografia.

#### Fotografie su commissione
Nel caso la fotografia sia stata commissionata nell'ambito della libera attività professionale del fotografo, la titolarità dei diritti relativi alle fotografie semplici spetta al committente quando si tratta di fotografie aventi per soggetto cose in possesso di quest'ultimo.
Qualora il committente utilizzi commercialmente la fotografia spetterà al fotografo un equo compenso.
Il semplice fatto che il committente fornisca parte delle attrezzature al fotografo o paghi le eventuali modelle non determina l'acquisto del diritto di utilizzazione in capo al committente..

### Fotografie documentali
Le fotografie di oggetti materiali, quali “le fotografie di scritti, documenti, carte di affari, oggetti materiali, disegni tecnici e prodotti simili”, non rientrano nelle “semplici fotografie” sopra citate e nella tutela che ad esse viene garantita.
Il loro utilizzo è libero e nessun diritto, patrimoniale o morale, è riconosciuto all'autore.
È da sottolineare che nel caso in cui le fotografie documentali avessero connotati creativi, queste dovranno essere considerate come opere fotografiche e tutelate come opere di ingegno.

#### Distinzione tra fotografie “opere dell'ingegno di carattere creativo”, “semplici fotografie” e “fotografie documentali”
Nel corso degli anni è stata elaborata una serie di criteri per stabilire l'appartenenza delle immagini a una delle tre categorie:
- opere dell'ingegno di carattere creativo
- semplici fotografie
- fotografie documentali

La principale distinzione tra le opere fotografiche e le semplici fotografie risiede nella presenza o meno di un elemento di personale interpretazione della realtà da parte del fotografo grazie al quale risulta evidente la differenza tra una riproduzione oggettiva della realtà e quella invece, creativa, realizzata dal fotografo.
Molteplici sono state le definizioni dei giudici sulla fotografia come opera d'arte: “personale e sostanziale rielaborazione delle immagini da parte del fotografo”, “capacità di evocare suggestioni che trascendono il comune aspetto della realtà evocata” e ancora “impronta personale dell'autore risultante da più elementi”. Ciò che la giurisprudenza cerca di identificare in una fotografia per la corretta distinzione tra opera creativa e semplice fotografia è la presenza di un'impronta personale del fotografo che, di volta in volta, può essere individuata nella “fantasia”, nel “gusto” e nella “sensibilità”, nella capacità dell'immagine “di trasmettere le emozioni proprie del fotografo”
Inoltre, la Corte d'Appello di Milano ha definito la semplice fotografia un'immagine “frutto di sicura professionalità, in quanto vi si riscontra un'accurata ricerca e composizione degli oggetti fotografati, un'equilibrata relativa reciproca collocazione, uno studiato e non casuale uso della luce, ma che, non ritrasmettendo alcuna reinterpretazione soggettiva della realtà e non evocando alcuna particolare suggestione, risulti priva di quel livello di originalità e creatività che giustificano la tutela delle opere dell'ingegno ai sensi dell'art. 2 lda “.
Infine, per quanto riguarda le fotografie della terza tipologia, ovvero le riproduzioni di oggetti materiali, viene fatto riferimento alla seguente definizione: fotografie “che sono frutto di un puro processo meccanico ed espressive, al più, della precisione tecnica del mezzo utilizzato”, aventi “mero scopo documentativo” e non “figurativo”. Non può, di conseguenza, definirsi creatività, l’inquadratura, la prospettiva, la scelta dei colori e il gioco particolare, ancorché voluto, di luci ed ombre, se la fotografia si esaurisce semplicemente in una riproduzione documentale di un evento (ad esempio le immagini di un cantante mentre tiene un concerto). Si tratta quindi di duplicati dell'originale che, come tali, non meritano protezione alcuna da parte della legge in quanto vi è “una presunzione di prevalenza dell'oggetto sull'attività di riproduzione” fotografica.

## Libere utilizzazioni
La lda prevede che in alcuni casi la riproduzione è da considerarsi lecita senza che occorra il consenso dell'autore. Si tratta delle cosiddette utilizzazioni libere, nella lda se ne parla nel Capo V del Titolo I  (dall'art.65 al 71).

Le libere utilizzazioni e la riproduzione delle fotografie sono regolamentate all'art. 91 lda ([1] La riproduzione di fotografie nelle antologie ad uso scolastico ed in generale nelle opere scientifiche o didattiche è lecita, contro pagamento di un equo compenso, che è determinato nelle forme previste dal regolamento. [2] Nella riproduzione deve indicarsi il nome del fotografo e la data dell'anno della fabbricazione, se risultano dalla fotografia riprodotta. [3] La riproduzione di fotografie pubblicate su giornali od altri periodici, concernenti persone o fatti di attualità od aventi, comunque pubblico interesse, è lecita contro pagamento di un equo compenso. [4] Sono applicabili le disposizioni dell'ultimo comma dell'art. 88.)
Lo schema normativo, così come è attualmente, è dovuto al decreto legislativo 518/92. Infatti, prima della riforma, gli unici tipi di fotografie tutelate dalla legge 633/41 erano quelle semplici in relazione ai diritti connessi e pertanto l'unica normativa riguardante le libere utilizzazioni era l'art. 91. Successivamente allo stesso art. 91 sono state inserite anche le immagini di carattere creativo e di documentazione.

### D. Lgs. 68/2003
L'obbiettivo della direttiva è quello di armonizzare le normative nazionali in tema di limitazioni ed eccezioni alla tutela del diritto d'autore. Il D. Lgs. 68/2003 Archiviato il 23 maggio 2009 in Internet Archive. ha parzialmente riformato la legge sul diritto d'autore, inserendo gli art. dal 71bis al 71decies; e modificando alcuni articoli preesistenti.
- Art. 65.2: questo nuovo articolo prevede di allargare l'ambito di utilizzazione libera della riproduzione o comunicazione al pubblico di tutte le opere e materiali protetti dal diritto d'autore, in favore del diritto di cronaca e nei limiti dello scopo informativo; purché si indichi sempre la fonte e il nome dell'autore.
- Art. 67: permette il libero utilizzo ai fini della pubblica sicurezza - nel caso della fotografia non vi sarebbe una previsione di equo compenso (art. 91 lda).
- Art. 68: prevede la possibilità di riprodurre opere dell'ingegno nel caso: di opere in biblioteche di musei e negli archivi, le quali possono essere riprodotte da tali organismi per i propri servizi, non a scopo di lucro; per uso personale. A favore dell'autore è previsto un compenso.
- Art. 68 bis: permette una copia temporanea per la trasmissione su reti o per un utilizzo legittimo.
- Art. 70.1 bis: consente la libera pubblicazione attraverso internet, a titolo gratuito, di immagini a bassa risoluzione o degradate per utilizzo didattico o scientifico, purché non sia a scopo di lucro.
- Art. 71 bis: consente ai portatori di particolari handicap la riproduzione di opere e materiali protetti purché siano direttamente collegate all'handicap e non abbiano carattere commerciale.

### Libere utilizzazioni e siti didattici
Il sito didattico non è considerato commerciale solo se:
- è rivolto ad una cerchia determinata di studenti e professori;
- se il contenuto è determinato dal programma scolastico.

Non rientrano in tale accezione, per esempio, i siti dedicati alla formazione a distanza dietro pagamento, caratterizzati da un'area riservata ai registrati, oppure i siti in cui il titolare ottenga introiti (solo per coprire i costi ai sensi dell'art. 2082 c.c.) da inserzioni pubblicitarie.
Per poter godere del regime delle libere utilizzazioni, tanto il sito didattico quanto quello culturale
devono rispettare i criteri stabiliti dagli artt. 65 – 75 decies del capo V, Titolo I, lda. La deroga non può mai comprendere i diritti morali dell'autore che devono in ogni caso essere rispettati dall'utilizzatore. Principio fondamentale del capo V, Titolo I, lda è quello della proporzionalità. Pertanto, ogni utilizzo libero deve essere giustificato da finalità di informazione e diffusione della cultura, dello studio e della ricerca.
Al di fuori di tali limiti, i siti didattici e culturali devono sempre rispettare la lda e, quindi, per poter utilizzare file musicali, immagini protette o altre opere protette dal diritto d'autore, chi gestisce tali siti deve ottenere il preventivo consenso scritto (la forma scritta è stabilita ad probationem) degli aventi causa o dei loro mandatari.

## Le nuove tecnologie
L'introduzione della tecnologia digitale ha rinnovato la strumentazione e disposizione del fotografo consentendo l'utilizzazione di macchine fotografiche che escludono la necessità di una pellicola e quindi anche del processo chimico della fissazione dell'immagine.
Il digitale consente nuove forme di tutela del diritto d'autore del fotografo, infatti se da una parte le innovazioni digitali allargano le possibilità di creatività da parte dell'autore altresì la circolazione diviene molto più semplice e poco controllabile.

### Fonti per la tutela sulle opere digitali
Le innovazioni per la tutela delle opere digitali:
- WIPO: i 20 dicembre 1996 ha adottato a Ginevra due nuovi trattati per una tutela effettiva e universale del diritto d'autore
  - WCT: ha per oggetto la tutela delle opere intellettuali e dell'ingegno. Nell'art. 6 viene conferito all'autore il diritto esclusivo di rendere accessibile al pubblico gli originali o le copie dell'opera. Inoltre si ha la prima vera distinzione tra misure tecnologiche di protezione e informazioni elettroniche.
  - WPPT: Performances and Phonograms Treaty, non riguardante la fotografia, ma ha come oggetto la tutela delle interpretazioni e dei fonogrammi.
- DMCA: [Digital Millennium Copyright Act]
- Direttiva 2001/29/CE: la Direttiva prevede che gli Stati membri introducano adeguate protezioni giuridiche contro le elusioni di misure tecnologiche di protezione.

### Tecniche di protezione
Le immagini in formato digitale soffrono, dal punto di vista della tutela del diritto d'autore, della possibilità di subire manipolazioni o modifiche o appropriazione dell'opera, in violazione od in assenza di autorizzazione.
Alcune delle tecniche per la tutela delle fotografie digitali sono (L. 633/1941, art.102 quater):
- Crittografia
- Watermark: è una tecnologia di protezione dell'immagine che consiste nell'inserimento all'interno della fotografia di un gruppo di bits che modificano la filigrana del codice digitale. Questo sistema, pur non impedendo la copia fisica dell’immagine, fornisce i dati del titolare del diritto d’autore che può così essere contattato per il consenso alla riproduzione, oltre a fornire la prova della paternità dell’immagine.[29]

### MMS: Multimedia Messaging Service
Le applicazioni tecniche nell'utilizzo della telefonia mobile tramite la tecnologia General Packet Radio Service e la Universal Mobile Telecommunication System ha permesso l'avvento di nuovi servizi all'utente come gli MMS.
Scattare fotografie con il telefonino comporta il rispetto delle norme sul diritto d'autore e sulla privacy delle fotografie semplici.
Per l'uso corretto degli MMS tramite telefonini mobili l'Autorità garante per la protezione dei dati personali (23 gennaio 2008) ha individuato una serie di regole:
- È lecito scattare fotografie per uso personale.
- Quando si tratta di fotografie o filmati che vengono comunicati in via sistematica ad una pluralità di destinatari o diffusi, per esempio mediante la pubblicazione su un sito Internet, o anche di invii tali da dar vita ad una comunicazione a catena, in questo caso è obbligatorio informare gli interessati e chiedere il loro consenso.
- I giornalisti hanno dei limiti dettati dal codice deontologico e dalla legge sulla privacy.
- Valgono comunque sempre l'art.96 e seg. 633/41.
- Vale inoltre art.10 Codice Civile “Abuso dell'immagine altrui”: richiede il consenso della persona ritratta, a meno che la riproduzione dell'immagine sia giustificata dalla notorietà o dal ruolo pubblico svolto dal soggetto fotografato o da necessità di giustizia o di polizia o quando la fotografia è collegata ad avvenimenti di interesse pubblico o svoltosi in pubblico.
- Nel caso dei gestori telefonici, vi è l'obbligo di tutelare la libertà e la segretezza delle comunicazioni telefoniche, garantite dalla Costituzione, e il profilo riguardante i gestori telefonici che offrono la possibilità di rendere accessibili via Internet i messaggi Mms a destinatari che non dispongano di apparecchi mobili in grado di riceverli. In questo caso la conservazione temporanea dei messaggi deve cessare una volta che avvenga la lettura da parte del destinatario.

## La tutela della privacy
La normativa del 31 dicembre 1996 con l'emanazione della legge n. 675, ha inserito la tutela delle persone e degli altri soggetti rispetto al trattamento dei dati personali. Questa stessa normativa è stata poi abrogata in favore del D.Lgs 196/03 che rappresenta il codice unico sulla tutela dei dati personali.
La legge 196/03 non ha inserito, per quanto riguarda la fotografia, molte novità rispetto alla 675/96; l'unico elemento innovativo, è la necessità di chiedere l'assenso esplicito per la pubblicazione di immagini che riguardano la salute dei personaggi pubblici.
Per riassumere:
- È lecito fotografare una persona in pubblico. Per pubblicare l'immagine di una persona non famosa, però, occorre la sua autorizzazione (art. 96 legge 633/41), in fotografia una Liberatoria. In particolare la foto di una persona non può essere esposta, riprodotta o messa in commercio senza il suo consenso. Fanno eccezione a questa regola, i casi in cui la riproduzione di un’immagine sia giustificata:[31] dalla notorietà o dall’ufficio pubblico coperto; da necessità di giustizia o per fini di indagini poliziesche; da scopi scientifici, didattici o culturali;
- Se la persona non famosa viene pubblicata in maniera che non possa risultare dannosa alla sua immagine, e l'uso è solo giornalistico, si può ignorare, dinanzi al diritto di cronaca esercitato dal giornalista (da valutare di caso in caso). Per default non possono mai essere pubblicate immagini di minori.
- Per pubblicare con finalità giornalistiche immagini di personaggi famosi non occorre autorizzazione.
- Occorre autorizzazione in ogni caso e comunicazione al Garante per la protezione dei dati personali se la pubblicazione può risultare lesiva (legge 633/41), oppure se fornisce indicazioni sullo stato di salute, sull'orientamento politico, sul credo religioso o sulla vita sessuale (dlgs 196/2003).
- Occorre autorizzazione in ogni caso se le immagini vengono usate con finalità promozionali, pubblicitarie, di merchandising o comunque non di prevalente informazione o gossip.
- Non devono essere pubblicate immagini di minori in modo che siano riconoscibili, e questo anche nel caso di fatti di rilevanza pubblica.
- Il fatto che il fotografo detenga presso lo studio i negativi o gli originali di un servizio fotografico, anche per minori, non è proibito, a patto che non venga data pubblicazione senza assenso di queste immagini. Se il cliente chiede di cancellare i suoi dati, questo deve essere fatto gratuitamente. Se il cliente chiede la consegna degli originali o dei files, deve pagare un compenso.

## Fotografia e Creative Commons

### Progetti
Internazionali:
- nell'aprile 2008, il Powerhouse Museum[32], Sydney ha stretto un'alleanza con Flickr ‘Commons’ e sarà il primo museo del mondo a pubblicare su Flickr un patrimonio fotografico di proprietà pubblica, con il fine di renderlo liberamente accessibile.
- Il Phm[33] ha deciso di rendere disponibile sotto licenze Creative Commons anche la sua selezione giornaliera di immagini, pubblicata sul blog Photo of the Day.
- "Open Photo Project": l'obiettivo è riunire in un unico grande progetto tutti i fotografi e utenti attraverso la licenza Creative Commons.
- "FlickrCC[34]: archivio delle foto pubblicate dagli utenti della comunità di Flickr sotto licenza Creative Commons

In Italia:
- “Beauty and the City”: galleria fotografica organizzata dal comune di Roma per promuovere la città e il suo patrimonio artistico.